# Liquide lave-glace

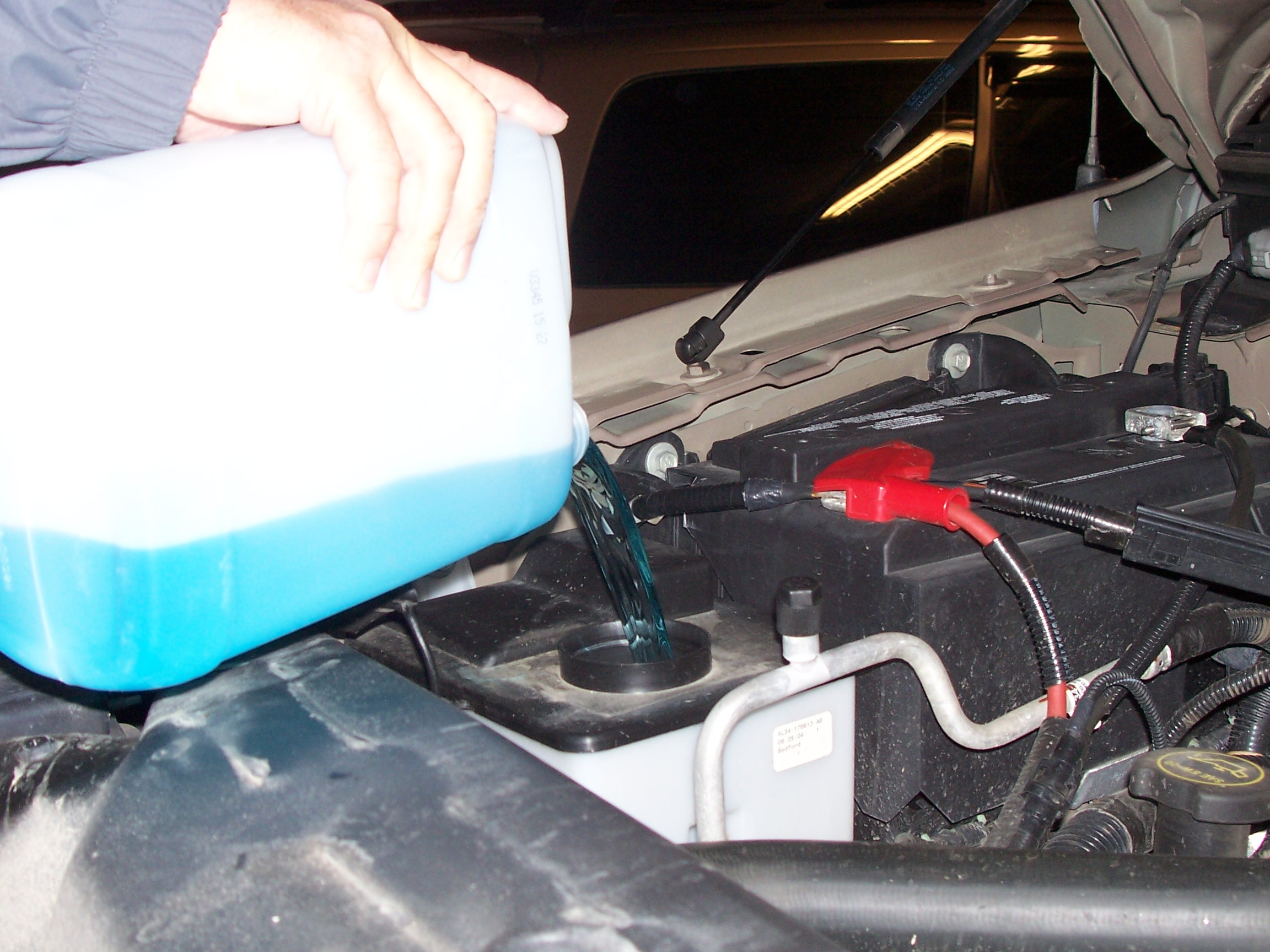
Homme remplissant le réservoir de liquide lave-glace

Le liquide de lave-glace ou liquide lave-glace est un mélange à base d'eau pour le nettoyage du pare-brise des véhicules utilisant un système de lave-glace. Il peut aussi être employé sur les lunettes arrière des véhicules à hayon ou sur les phares.
Habituellement, en tirant sur la poignée des essuie-glaces, le liquide est pulvérisé sur le pare-brise, après quoi les essuie-glaces effectuent un certain nombre de tours pour l'enlever à nouveau et ainsi éliminer la saleté du pare-brise.
Il existe plusieurs types de lave-glace dans le commerce :
- une variante « été », avec des additifs anti-insectes. La variante estivale est généralement rose[1], rouge ou jaune.
- une variante « hiver », qui contient de l'antigel (méthanol, alcool isopropylique ou éthanol) pour éviter de geler dans le réservoir lorsque la température descend en dessous de zéro et pour aider à maintenir le pare-brise exempt de toute humidité. La variante d'hiver est généralement de couleur bleue[2].
- Certaines marques proposent des versions : déperlante[3], biodégradable[4], parfumé[5], etc.

Par ailleurs, on trouve sur l'internet des formules  de mélanges domestiques à base de solution aqueuse : eau déminéralisée, vinaigre blanc (anticalcaire / anti-traces), liquide vaisselle (pouvoir dégraissant), alcool (fonction antigel),.

## Distributeurs
Harnois Énergies est principalement reconnu comme distributeur et détaillant de produits pétroliers, l’entreprise produit également son propre lave-glace, H-Go.